# Bosham
Bosham är en by och en civil parish i Chichester distrikt, West Sussex, England. Orten hade 2 847 invånare. (2001)